# Schizonycha variolicollis
Schizonycha variolicollis är en skalbaggsart som beskrevs av Leon Fairmaire 1884. Schizonycha variolicollis ingår i släktet Schizonycha och familjen Melolonthidae. Inga underarter finns listade i Catalogue of Life.